# Zračna boca
Zračna boca ili Heronova boca, kako je poznata u stručnoj literaturi, je uređaj koji se ugrađuje na tlačnom cjevovodu klipne sisaljke, da bi se donekle ujednačila dobava i smanjile oscilacije koje nastaju u tlačnom dijelu cjevovoda, a time i naprezanja. Zračna boca je u stvari vrlo jednostavna naprava kao što je to prikazano na slici lijevo. Sastoji se samo od jednog spremnika koji je zatvoren prema vrhu, a spojen je prirubnicom na tlačnu stranu sisaljke. Kada je sustav prazan, u bocu uđe zrak koji više iz nje ne može izići. Prilikom dobave sisaljke pod tlakom, boca se puni tekućinom (plavo na slici lijevo) čime smanjuje stvarnu dobavu u području radnog ciklusa sisaljke, a istovremeno povećava tlak zraka poviše površine tekućine. U praznom hodu sisaljke ta ista količina se pod tlakom zraka koji djeluje poviše nivoa tekućine vraća u cjevovod, te time i u praznom hodu djelomično nastavlja dobavu, čime desno prikazanu polusinusoidu ublažava. Zračna boca omogućuje amortiziranje hidrauličnih udara na ponovnom početku dobave, i time smanjuje naprezanja u cijelom tlačnom cjevovodu.